# Metisotoma grandiceps
Metisotoma grandiceps är en urinsektsart som först beskrevs av Reuter 1891.  Metisotoma grandiceps ingår i släktet Metisotoma och familjen Isotomidae. Inga underarter finns listade i Catalogue of Life.